# UEFA Euro 2004 (videoigra)
UEFA Euro 2004 je službena videoigra Europskog nogometnog prvenstva 2004. u Portugalu. Ova igra je ujedno treća u UEFA Euro serijalu nogometnih videoigara. Proizvođač igre je EA Sports, a izdana je u svibnju 2004. godine. 
Videoigra koristi jednak engine kao i FIFA Football 2004, pa je i dosta slična njoj, uz poboljšanja poput boljih izvođenja prekida (slobodni udarci, korneri, jedanaesterci) i statističkih prikaza nastupa pojedninog igrača. UEFA Euro 2004 uključuje i nove mogućnosti u usporedbi s dotadašnjim igrama FIFA serijala. Opcija "Fantasy mode" uključuje utakmicu između dvije odabrane momčadi igraju po natjecateljskim pravilima, poput "knockout" faze i skupinâ.

## Vanjske poveznice
- Službena stranica

| Prethodnik:    | Službena videoigra UEFA EP-a 2004. | Nasljednik:    |
| UEFA Euro 2000 | Službena videoigra UEFA EP-a 2004. | UEFA Euro 2008 |